# Норт-Томпсон 1
Норт-Томпсон 1 (англ. North Thompson 1) — індіанська резервація в Канаді, у провінції Британська Колумбія, у межах регіонального округу Томпсон-Нікола.

## Населення
За даними перепису 2016 року, індіанська резервація нараховувала 218 осіб, показавши скорочення на 13,5%, порівняно з 2011-м роком. Середня густина населення становила 16,9 осіб/км².
З офіційних мов обидвома одночасно володіли 5 жителів, тільки англійською — 215. Усього 25 осіб вважали рідною мовою не одну з офіційних, з них усі — одну з корінних мов.
Працездатне населення становило 71,4% усього населення, рівень безробіття — 20%.

## Клімат
Середня річна температура становить 6,2°C, середня максимальна – 22°C, а середня мінімальна – -13,6°C. Середня річна кількість опадів – 551 мм.
| Клімат поселення                              | Клімат поселення | Клімат поселення | Клімат поселення | Клімат поселення | Клімат поселення | Клімат поселення | Клімат поселення | Клімат поселення | Клімат поселення | Клімат поселення | Клімат поселення | Клімат поселення | Клімат поселення |
| Показник                                      | Січ.             | Лют.             | Бер.             | Квіт.            | Трав.            | Черв.            | Лип.             | Серп.            | Вер.             | Жовт.            | Лист.            | Груд.            |                  |
| Середній максимум, °C                         | 0,34             | 3,86             | 9,02             | 13,83            | 18,49            | 22,04            | 21,08            | 20,89            | 15,75            | 9,67             | 3,16             | −1,92            |                  |
| Середня температура, °C                       | −6,61            | −3,08            | 2,06             | 6,85             | 11,52            | 15,08            | 17,70            | 17,53            | 12,36            | 6,31             | −0,22            | −5,31            |                  |
| Середній мінімум, °C                          | −13,58           | −10,04           | −4,9             | −0,11            | 4,56             | 8,13             | 14,32            | 14,14            | 8,98             | 2,91             | −3,6             | −8,68            |                  |
| Норма опадів, мм                              | 49               | 29               | 31               | 32               | 49               | 60               | 54               | 48               | 37               | 44               | 60               | 58               |                  |
| Середньомісячна швидкість вітру, м/с          | 1.92             | 1.93             | 2.17             | 2.38             | 2.24             | 2.08             | 1.97             | 1.85             | 1.77             | 1.91             | 2.08             | 2.02             |                  |
| Середньомісячна сонячна радіація, кДж/м²·день | 3088             | 6272             | 11230            | 16251            | 19719            | 21360            | 22185            | 18839            | 13225            | 7415             | 3450             | 2401             |                  |
| --------------------------------------------- | ---------------- | ---------------- | ---------------- | ---------------- | ---------------- | ---------------- | ---------------- | ---------------- | ---------------- | ---------------- | ---------------- | ---------------- | ---------------- |
| Джерело:                                      |                  |                  |                  |                  |                  |                  |                  |                  |                  |                  |                  |                  |                  |